# Ég és föld között (Betty Love-album)
Az Ég és föld között című album Betty Love 3. és egyben utolsó stúdióalbuma, mely 2002-ben jelent meg. Az albumról három kislemez látott napvilágot. A dalok produceri munkáit továbbra is Náksi Attila és Brunner Zsolt látták el.

## Tracklista
CD Album
 Magyarország (EPIC EPC 509443 2)
1. "Vigyázz rám" - 5:16
2. "Annyi minden vár még ránk" - 5:49
3. "Tőled szép" - 4:15
4. "Könnycsepp" - 5:15
5. "A vágy" - 3:33
6. "Kék öböl" - 6:23
7. "Elrepít az éj" - 3:54
8. "Érezz" - 3:04
9. "Búcsú" - 4:24
10. "Ég és föld között" - 5:12